# Kalkflachmoor mit Übergangsmoor nordöstlich des Leitgeringer Sees

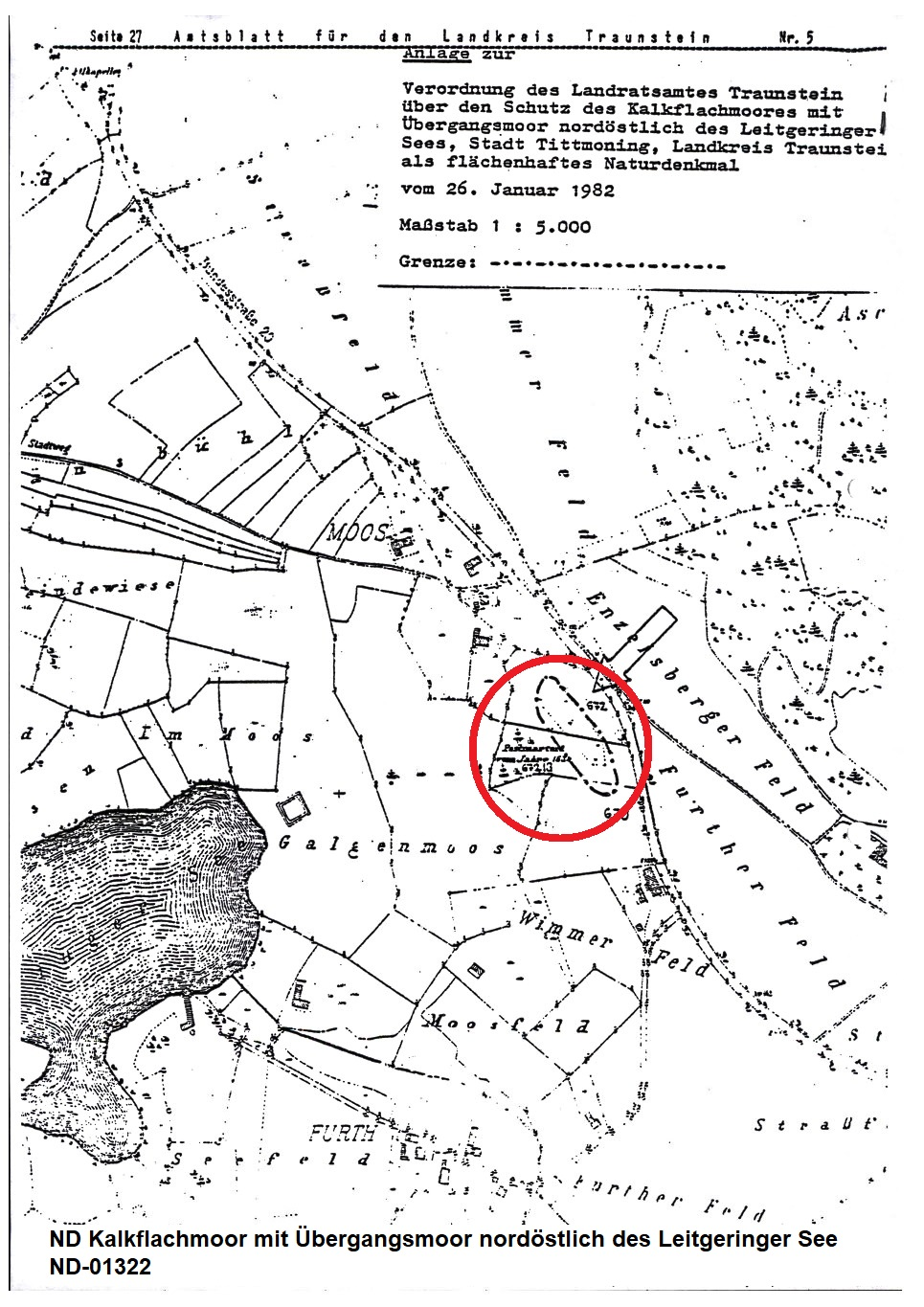
Lageplan Amtsblatt

Das Kalkflachmoor mit Übergangsmoor nordöstlich des Leitgeringer Sees in der Gemeinde Tittmoning ist ein 0,348 ha großes flächenhaftes Naturdenkmal im Landkreis Traunstein.
Es erhielt im Januar 1982 durch Verordnung des Landratsamtes Traunstein den Schutzstatus und wird vom Bayerischen Landesamt für Umwelt unter der Nummer ND-01322 gelistet.

## Schutzzweck
Das Kalkflachmoor mit Übergangsmoor nordöstlich des Leitgeringer Sees ist als flächenhaftes Naturdenkmal zu schützen, da seine Erhaltung wegen seiner Eigenart und Seltenheit, seiner ökologischen, wissenschaftlichen, entstehungsgeschichtlichen, floristischen und faunistischen Bedeutung im öffentlichen Interesse liegt.